# Cosmopolitan Club (Нью-Йорк)
Cosmopolitan Club (также Cos Club) — джентльменский социальный клуб в США; расположен на улице 122 East 66th Street к востоку от Парк-авеню.

## История и деятельность
В 1909 году для гувернанток был создан Cosmos Club, арендовавший помещения в здании Gibson Building на улице East 33rd Street. В следующем году клуб превратился в Women’s Cosmopolitan Club, организованный, согласно The New York Times, «в интересах нью-йоркских женщин, интересующихся искусством, наукой, образованием, литературой и благотворительностью или сочувствующих заинтересованным лицам». Юридически клуб был оформлен 22 марта 1911 года под председательством Хелен Браун (Helen Gilman Brown), ставшей его президентом. В числе учредителей были Эбби Олдрич Рокфеллер, Эдит Карпентер Мэйси (Edith Carpenter Macy), Адель Хертер (Adele Herter) и другие известные женщины Нью-Йорка. Взнос для членов клуба составлял 20 долларов в год.
Среди первых известных членов клуба были романисты Уилла Кэсер и Эллен Глазгоу, скрипачка Кэтлин Парлоу, скульптор Анна Хайят, танцовщица Аделина Джени, филантропы Грейс Додж и Элизабет Кастер (вдова генерала Джорджа Армстронга Кастера). В 1913 году члены клуба устроили «Вечер в персидском саду» («An Evening in a Persian Garden») с танцорами змей и чтением персидских стихов. Успех этого мероприятия привел к увеличению числа членов клуба, и в 1914 году он переехал в более просторные помещения, сократив свое название до Cosmopolitan Club. К 1917 году клуб насчитывал 600 членов, ещё 400 стояли в листе ожидания. В декабре этого же года в клубе открылась выставка картин Пабло Пикассо. В числе приглашенных ораторов и лекторов в ту эпоху были поэты Эми Лоуэлл, Вейчел Линдси и Зигфрид Сассун, педагог Мария Монтессори и Первая леди Лу Генри Гувер.
В 1932 году клуб переехал в свой нынешний дом — десятиэтажное кирпичное здание с белой мраморной отделкой и балконами из кованого железа, расположенное на 122 East 66th Street. Архитектором здания был Томас Эллетт — за эту работу он был удостоен в 1933 году золотой медали Архитектурной лиги Нью-Йорка. В этом помещении выступали многие музыканты, в том числе Сергей Прокофьев, Надя Буланже, Каунт Бейси и Лотте Ленья.
Cosmopolitan Club работает по настоящее время. В клубе действует дресс-код: среди прочего запрещается ношение синих джинсов и кроссовок.
Историческая галерея